# Arnulf Erich Stegmann
Arnulf Erich Stegmann (* 4. März 1912 in Darmstadt; † 5. September 1984 in Deisenhofen bei München) war Gründer und Erster Präsident der Vereinigung der Mund- und Fussmalenden Künstler in aller Welt e. V.

## Leben
Im Alter von zwei Jahren verlor A. E. Stegmann durch spinale Kinderlähmung (eine Rückenmarkerkrankung) den Gebrauch seiner Hände. Dank seinem künstlerischen Talent konnte er ein Studium an der Fachhochschule für Buchgewerbe und Graphik in Nürnberg absolvieren und war Meisterschüler im Atelier von Erwin von Kormöndy und Hans Gerstacker.
Ab 1932 vertrieb er in einem Eigenverlag seine Künstlerkarten und Grafiken. Dadurch gelang es ihm zunächst, schon in jungen Jahren, von seiner Kunst zu leben.
1934 wurde A. E. Stegmann in Nürnberg wegen seiner „staatsfeindlichen Bilder“ – er selbst war Kommunist – für 15 Monate inhaftiert. Nach seiner Entlassung am 4. März 1936 zog er nach Deisenhofen. Bis zum Kriegsende 1945 blieb er unter Beobachtung durch die Nationalsozialisten, die ihm das Malen und Publizieren seiner Werke untersagten. 1948 gründete Stegmann den „Dennoch-Verlag“ in Deisenhofen, der 1965 rund 50 Angestellte hatte.
Angespornt durch seine geschäftlichen Erfolge wollte A. E. Stegmann es auch anderen, ähnlich behinderten Malern ermöglichen, vom Ertrag ihrer künstlerischen Arbeit ein finanziell unabhängiges Leben zu führen. Er unternahm viele Reisen, um andere Mund- und Fußmaler für seine Idee einer Organisation zum Vertrieb ihrer künstlerischen Werke zu gewinnen.
1953/54 organisierte er die Lodge of Mouth and Foot Painting Artists als Interessengemeinschaft für die mund- und fußmalenden Künstler.
1957 wurde im Fürstentum Liechtenstein die internationale Vereinigung der Mund- und Fussmalenden Künstler (VDMFK) von A. E. Stegmann gegründet, zu deren Präsidenten er auf Lebenszeit gewählt wurde.
Als der „Dennoch-Verlag“ aufgelöst wurde, übernahm Ende der 1990er-Jahre der MFK Mund- und Fußmalende Künstler Verlag GmbH den deutschlandweiten Vertrieb der verschiedenen, auf Reproduktionen von Bildern der Mund- und Fußmalerinnen und -malern basierenden Produkte. Tag der Anmeldung beim Handelsregister war der 24. Juli 1997.